# ヴェンセル・エル・パサド
『ヴェンセル・エル・パサド』（スペイン語: Vencer el pasado）は、メキシコのテレビドラマ。ラス・エストレージャスで2021年7月12日に初公開された。

## 登場人物

### 主な登場人物
レナータ・サンチェス・ヴィダル
演 - アンジェリーク・ボイヤー
マウロ・アルバレス
演 - セバスチャン・ルリ
カルメン・メディナ
演 - エリカ・ブエンフィル
ファビオラ・マスカロ
演 - アフリカ・サバラ
カミロ・サンチェス
演 - マヌエル「フラコ」イバニェス
ソニア・ヴィダル
演 - レティシア・ペルディゴン
ハビエル・マスカロ
演 - フェルディナンド・バレンシア
アロンソ・カンチーノ
演 - オラシオ・パンチェリ